# Villanueva (Monterroso)
Villanueva (llamada oficialmente San Pedro de Vilanova) es una parroquia y una aldea española del municipio de Monterroso, en la provincia de Lugo, Galicia.

## Organización territorial
La parroquia está formada por una entidad de población:
- Vilanova

## Demografía
Gráfica demográfica de la aldea y parroquia de Villanueva según el INE español:
| Gráfica de evolución demográfica de Villanueva entre 2000 y 2021 |
|                                                                  |
| Datos según el nomenclátor publicado por el INE.                 |